# Nissan GT-R
La Nissan GT-R (acronimo di Gran Turismo-Racing, nome in codice R35) è una vettura coupé sportiva progettata dalla casa automobilistica giapponese Nissan Motor, erede della Skyline GT-R (R34). 
Nel 2001 Nissan iniziò lo sviluppo della GT-R, presentando a Tokyo il primo concept di quella che sarebbe stata la futura auto giapponese di serie più potente mai costruita. Nel 2005 viene esposto il secondo prototipo e due anni dopo viene presentata la versione pronta alla commercializzazione, con la produzione avvenuta dal dicembre 2007 alla fine di febbraio 2025.
La GT-R è un'automobile concettualmente diversa dalle precedenti versioni, esse infatti erano delle versioni "più spinte" di normali berline, questa invece è frutto di un progetto ben definito mirato alla costruzione di una vera supercar. Tale intenzione è espressa anche attraverso l'abbandono del nome Skyline a favore della sola sigla GT-R.

## Tecnica

### Motore

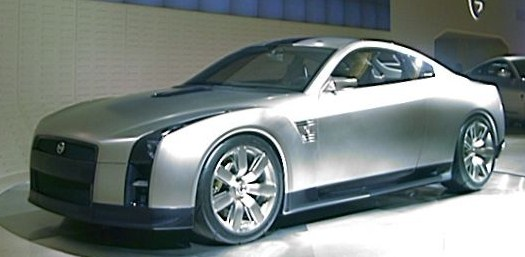
La Nissan GT-R Concept del 2001

La vettura è spinta da un motore V6, montato in posizione anteriore longitudinale, il monoblocco e le testate sono realizzate in alluminio, ha una cilindrata di 3.799 cm³, dispone di accorgimenti quali il rivestimento al plasma dei cilindri, la distribuzione è a 4 valvole per cilindro azionate da doppio albero a camme per bancata, è sovralimentato da due turbocompressori IHI, eroga una potenza massima di 480 CV (358 kW) a 6.400 giri/min e dispone di una coppia massima di 588 Nm costante tra i 3.200 e i 5.200 giri/min. L'intero blocco motore è assemblato a mano.

### Trasmissione

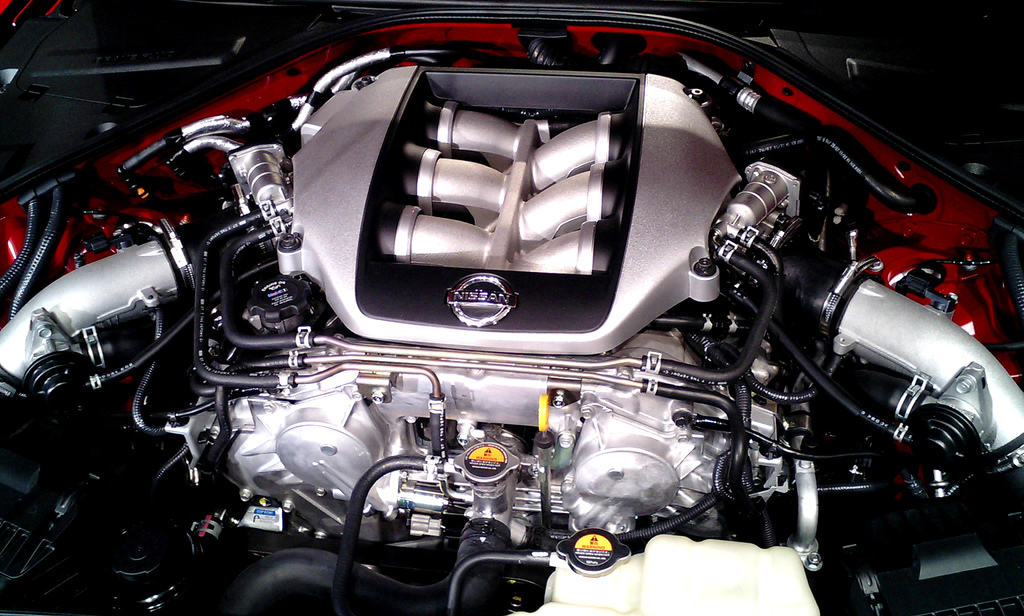
Dettaglio del V6 biturbo della Nissan GT-R

La trasmissione è integrale, del tipo transaxle: doppia frizione, scatola del ripartitore, riduttore finale, differenziale a slittamento limitato sono stati posizionati nella parte posteriore della vettura, in modo da poter bilanciare il peso del motore anteriore e garantire una ripartizione dei pesi 53-47%. Si tratta della prima auto al mondo a utilizzare un sistema transaxle con un cambio a doppia frizione.
Il sistema permette di distribuire dinamicamente la potenza da una distribuzione 50-50% tra i due assi all'intera trazione posteriore. Il cambio a 6 rapporti, si aziona attraverso leve poste sul retro del volante, ma può funzionare anche in automatico, permette cambiate velocissime, in soli 150 millisecondi.

### Telaio e aerodinamica
Il telaio viene costruito con materiali resistenti e leggeri quali l'alluminio e l'acciaio rinforzato, questo ha permesso di contenere il peso della vettura a 1740 kg.
Tutti questi fattori, uniti ad una buona aerodinamica, con un Cx di 0,27, permettono alla nuova GTR di raggiungere la velocità di 310 km/h e di raggiungere da fermo i 100 km/h in meno di 3,5 secondi.
Le doti dinamiche di questa vettura sono state dimostrate anche dalle prove sul circuito del Nürburgring Nordschleife che è stato percorso con il tempo di 7:26.707, uno dei migliori tempi di percorrenza tra le vetture omologate per uso stradale.

### Computer di bordo

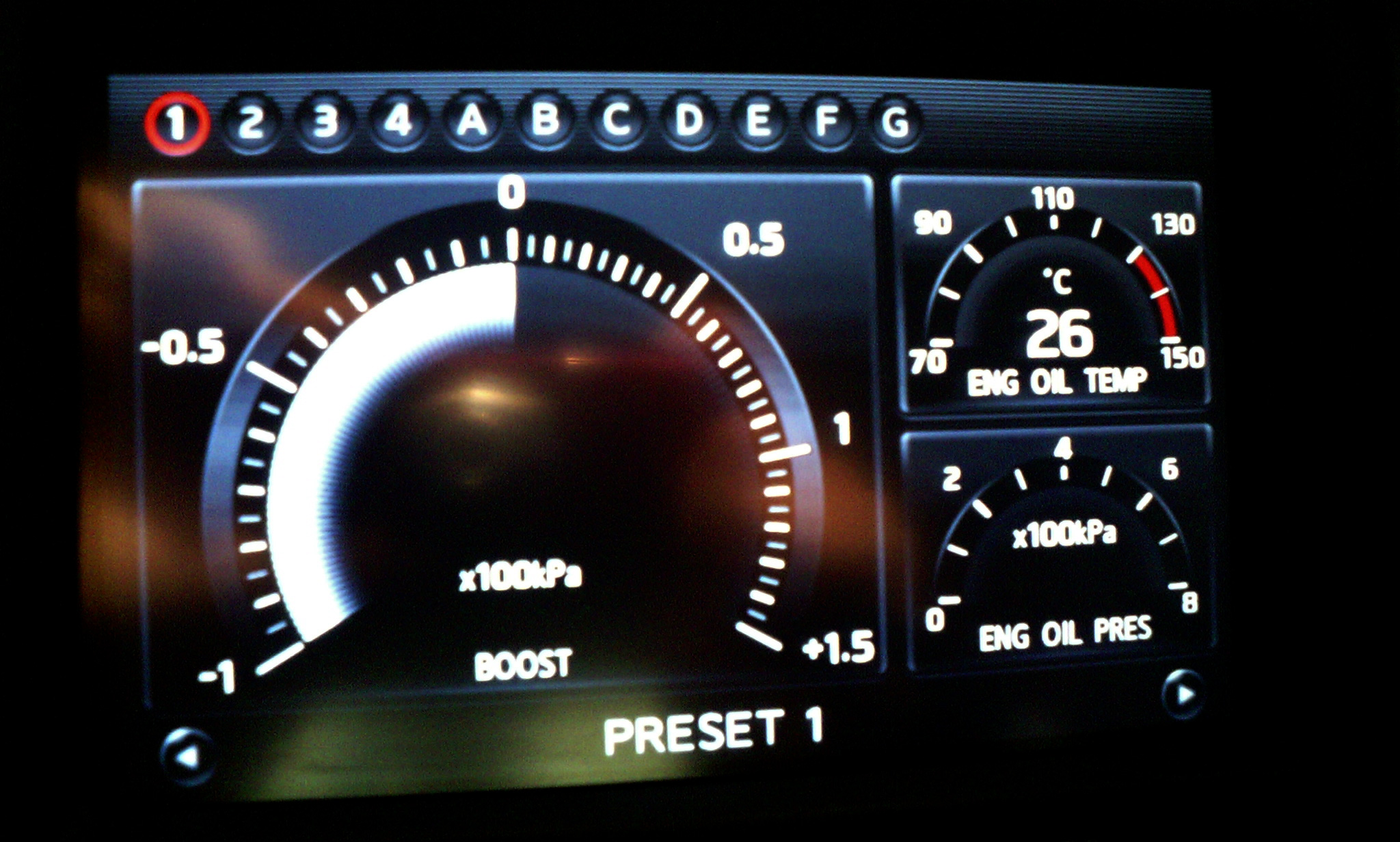
il display multifunzione della GT-R

Una menzione speciale va al computer di bordo che presenta un ampio schermo, chiamato Multi Function Display. La grafica è stata curata dalla Polyphony Digital, la stessa creatrice della saga Gran Turismo. Si possono visualizzare 11 schermate, 4 impostabili dal conducente. Si può scegliere tra:
- Temperatura dell'acqua di raffreddamento
- Temperatura e pressione dell'olio motore
- Temperatura e pressione dell'olio del differenziale e del cambio
- Turbo Boost
- Velocità
- Consumi e autonomia
- Flusso del carburante
- Consumi istantanei
- Coppia anteriore
- Risposta dell'acceleratore
- Freni e sterzo
- Forza G in curva
- Forza G in accelerazione e frenata
- Cronometro
- Orologio
- Navigatore satellitare

## Evoluzione

### Nissan GT-R Spec-V

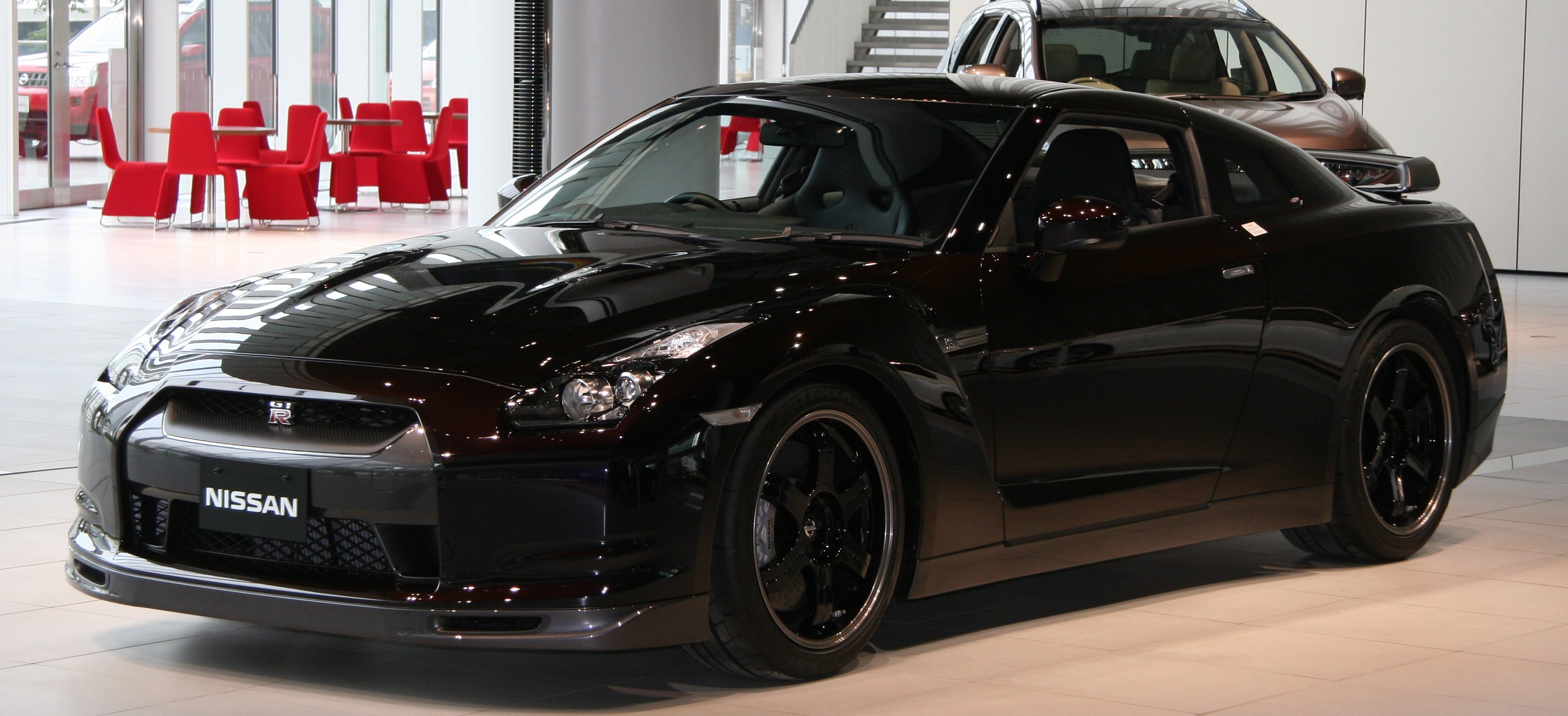
La Nissan GT-R Spec-V

Nel 2009 è stata presentata la GT-R Spec-V, versione migliorata della Nissan GT-R.
La SpecV pesa 60 kg in meno della GT-R standard, la potenza resta invariata, azionando il tasto di overboost sul volante aumenta la coppia di 21 Nm, arrivando così ad un massimo di 609 Nm fra i 3.500 e i 5.200 giri/min. Il nuovo equipaggiamento comprende anche nuovi sedili da corsa Recaro in fibra di carbonio, due nuovi terminali di scarico doppi in titanio, nuovi freni Brembo in carbo-ceramica con nuove pinze speciali in argento per disperdere meglio il calore.
Le sospensioni sono dotate di ammortizzatori Bilstein più rigidi fatti su misura, che però non possono essere regolati dall'abitacolo nelle modalità morbida, media e dura. I cerchi in lega sono firmati Nismo e sul fronte aerodinamico troviamo un nuovo splitter anteriore in fibra di carbonio con prese d'aria per i freni.

### Nissan GT-R 2011

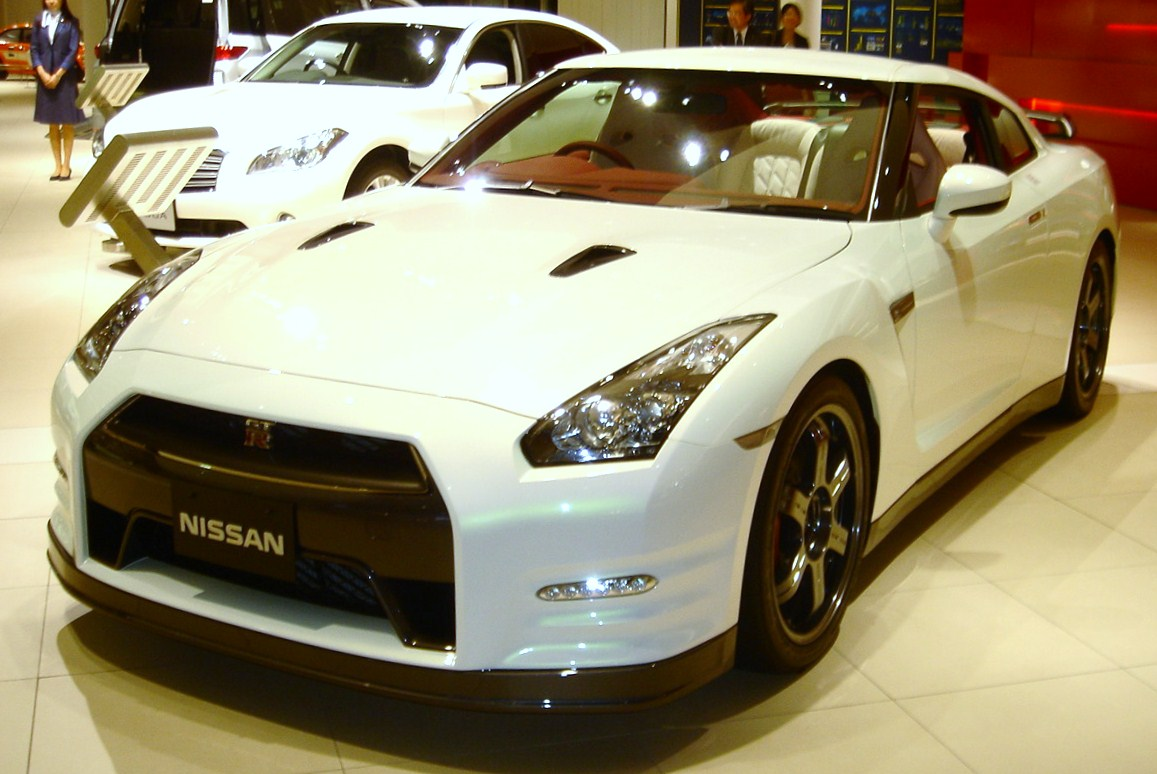
GT-R 2011

Nell'ottobre del 2010 è stata presentata la GT-R 2011, versione migliorata della Nissan GT-R.
Viene dichiarato che la GT-R 2011 pesa 43 kg in meno nella parte non sospesa rispetto alla versione standard, può contare su 530 CV a 8000 giri/min, arrivando ad un massimo di 612 Nm di coppia. Si parla di un miglioramento di qualità, prestazioni e consumi. Le sospensioni modificate conferiscono maggior aderenza in curva grazie al miglioramento dell'angolo di convergenza e l'abbassamento del centro di rollio. Nuovi cerchioni a 10 razze che offrono una maggiore rigidezza e un perfetto contatto dello pneumatico con la strada. Presentati due modelli, la versione Premium Edition e la versione Black Edition. L'accelerazione da 0 a 100 km/h richiede 2,8 secondi e ha una velocità massima di 315 km/h. In più in Giappone e in Inghilterra è presente il "Track Pack" con sospensioni ribassate, condotti di aspirazione specifici per freni anteriori e posteriori, spoiler anteriore in carbonio e cerchi in alluminio forgiato derivati dalla Spec-V, in più è stata rinforzata la paratia fra motore e abitacolo, sono stati spostati alcuni sensori di accelerazione di ESP e controllo trazione e adottate molle più dure per le sospensioni anteriori..

### Model Year 2013

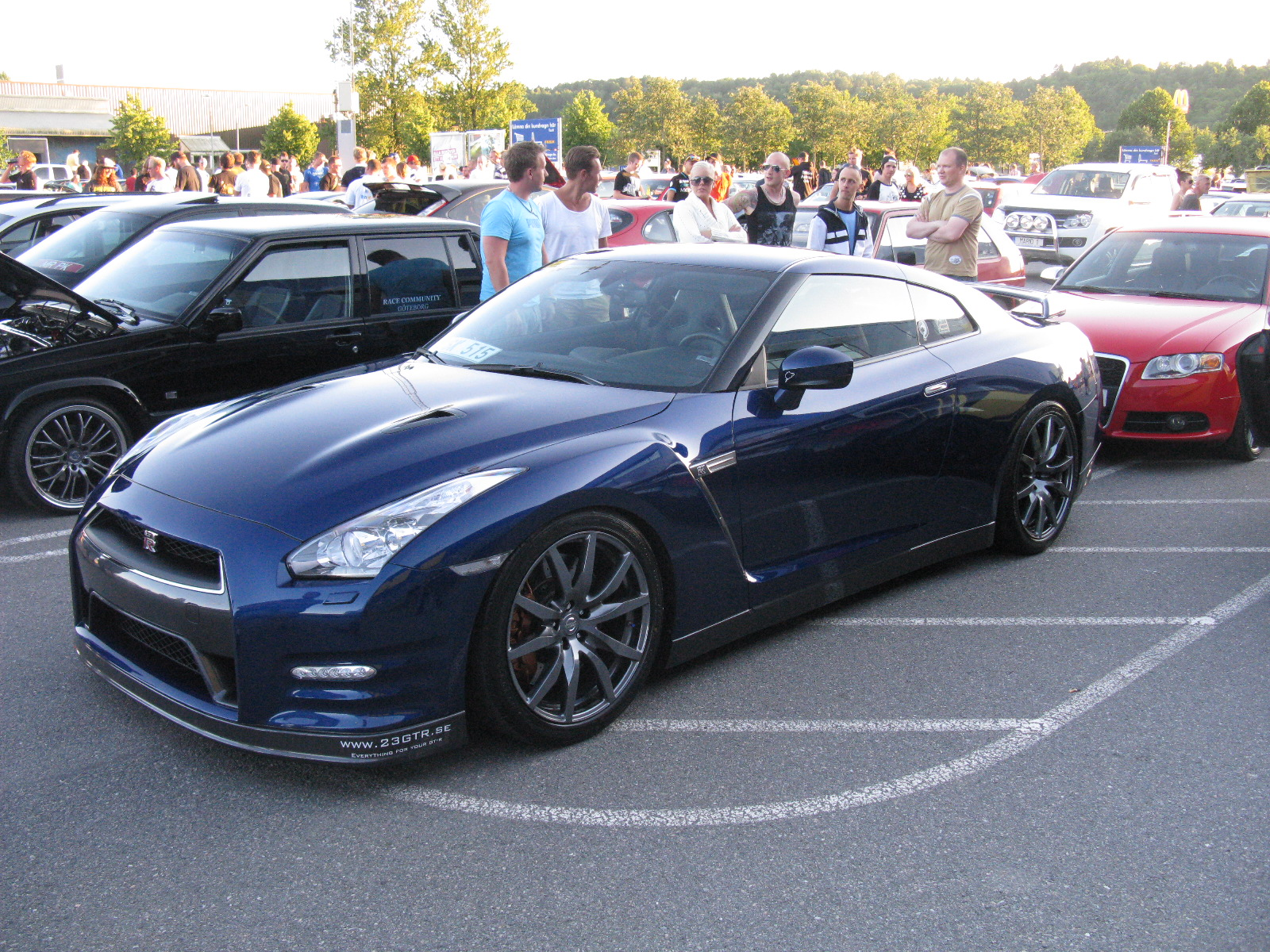
Nissan GT-R del 2013

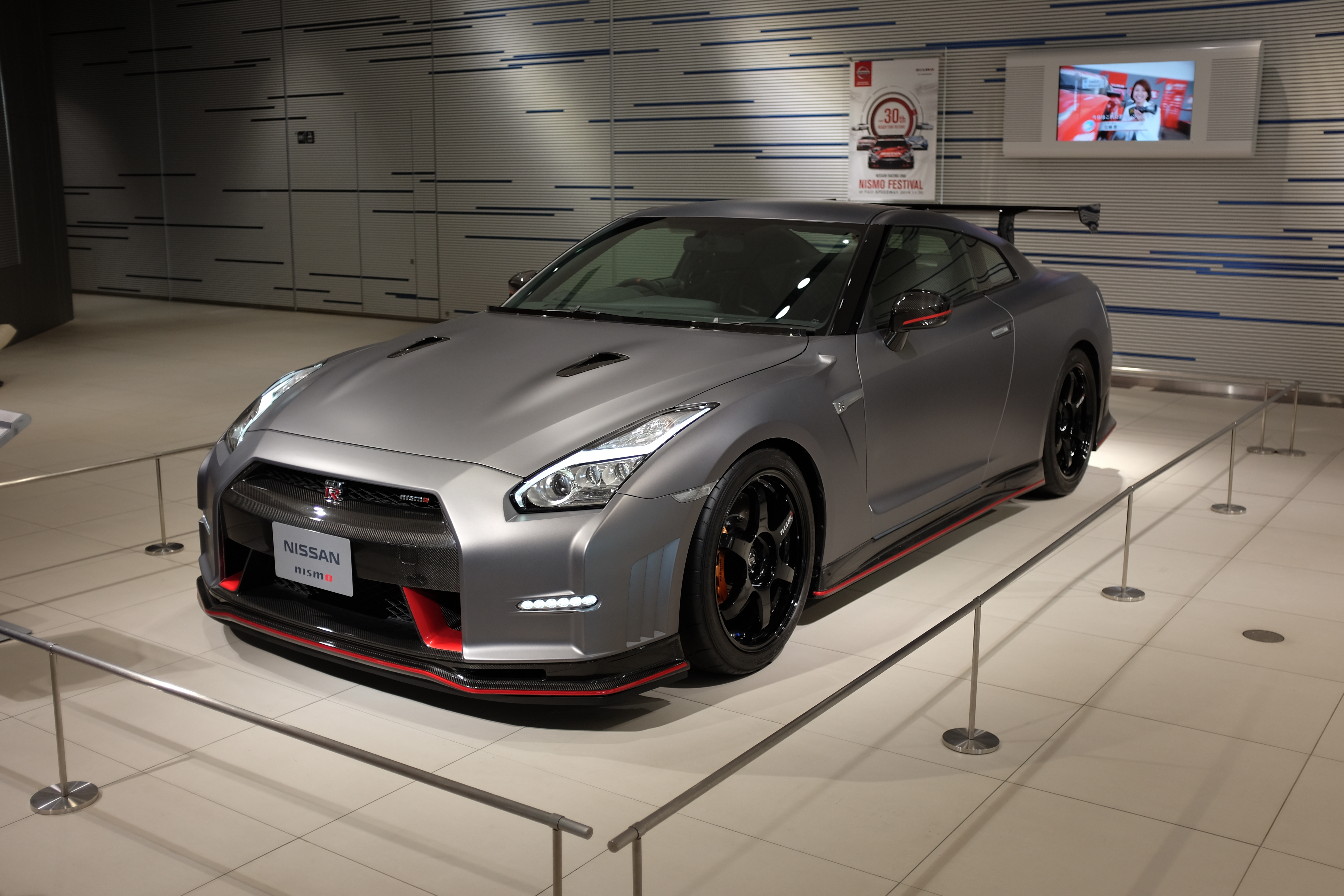
Nissan GTR Nismo

Questa versione dispone di ulteriori aggiornamenti e affinamenti tecnici: dei nuovi iniettori, un turbocompressore con una diversa valvola wastegate, una coppa dell'olio di differente conformazione, rivista la geometria delle sospensioni con modifiche agli ammortizzatori, alle molle e alla barra anti-rollio e gruppo trasmissione rivisto ed evoluto. Tali interventi hanno migliorato la stabilità e l'accelerazione, viene aumentata la potenza del motore, 550 CV, e migliorata l'erogazione, lo scatto da 0 a 100 km/h viene coperto in 2,7 secondi. La GT-R 2013 ha girato sul circuito del Nürburgring Nordschleife con il tempo di 7:19.10, le migliorie apportate alla vettura giapponese sono state fatte basandosi sui dati raccolti proprio sul Nürburgring, sia nel corso della 24 ore del 2012, gara in cui partecipavano 2 esemplari di pre-serie della GT-R model year 2013.

### Nissan GT-R Nismo
Nel 2013 la divisione sportiva di Nissan, Nismo (da Nissan-Motorsport) ha realizzato una propria versione della Nissan GT-R. Il propulsore che la equipaggia è un 3.8 biturbo V6 da 600 CV e 652 Nm di coppia. Le sospensioni sono state realizzate in modo tale che il guidatore sia in grado di settarle su tre diverse impostazioni: Comfort, Normal e R (quest'ultima specifica per i circuiti). L'aerodinamica è stata migliorata con l'introduzione di un nuovo pacchetto aerodinamico che comprende elementi in carbonio come lo spoiler posteriore e i paraurti anteriore e posteriore allargati. Come pneumatici monta Dunlop 255/40 ZRF20 nella sezione anteriore e 285/35 ZRF20 nella sezione posteriore. Negli interni sono presenti un volante realizzato in alcantara e sedili sportivi Recaro in fibra di carbonio. Lo scatto da 0-100 km/h avviene in poco meno di 2.7 secondi e la velocità massima è limitata elettronicamente a 317 km/h.

### Nissan GT-R 2016

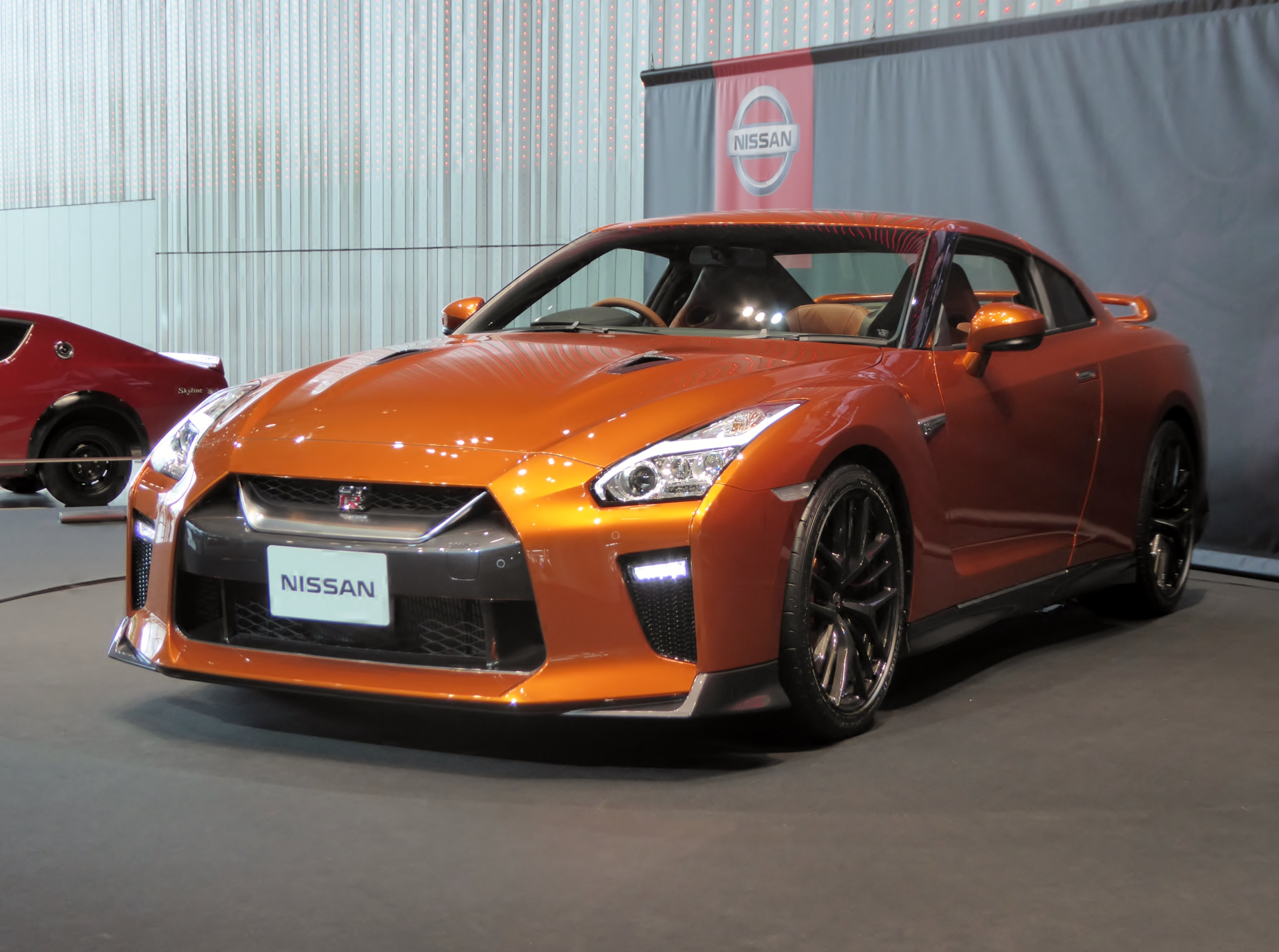
Nissan GT-R 2016

La Nissan ha presentato il nuovo aggiornamento della GT-R al Salone di New York del 2016, dove si evidenzia un look nuovo sia dentro che fuori, così come importanti miglioramenti alla guida, alle prestazioni e nuove funzionalità.
L'esterno della nuova GT-R 2016 ottiene una rivisitazione completa e molto più incisiva rispetto ai vecchi restyling. La nuova calandra cromata opaca anteriore ha ora una finitura chiamata "V-motion", che rappresenta una delle ultime firme che caratterizzano il design delle nuove Nissan; quest'ultima è stata ampliata per offrire un miglior raffreddamento del motore. Nuovo anche il cofano motore, lo spoiler anteriore e il paraurti anteriore che presenta piccole appendici aerodinamiche situate immediatamente sotto i fari che conferiscono alla nuova GT-R l'aspetto di un'auto da corsa, generando anche alti livelli di carico aerodinamico sull'asse anteriore.
La disposizione degli strumenti del cruscotto è stata migliorata e semplificata. Sul sistema di navigazione, i comandi integrati sono stati ridotti di numero da 27 nel modello precedente ai soli 11 del modello 2016. Inoltre è stato allargato a 8 pollici il display touch sulla console centrale (che ora ha una finitura in fibra di carbonio) per renderlo più facile da utilizzare. I comandi del cambio ora sono montati sul nuovo volante, consentendo ai conducenti di cambiare marcia senza dover togliere le mani dal volante. Le palette stesse del cambio e i comandi di ventilazioni sono stati migliorati nelle finiture e anche il comfort di bordo è stato migliorato con nuovi materiali fonoassorbenti.

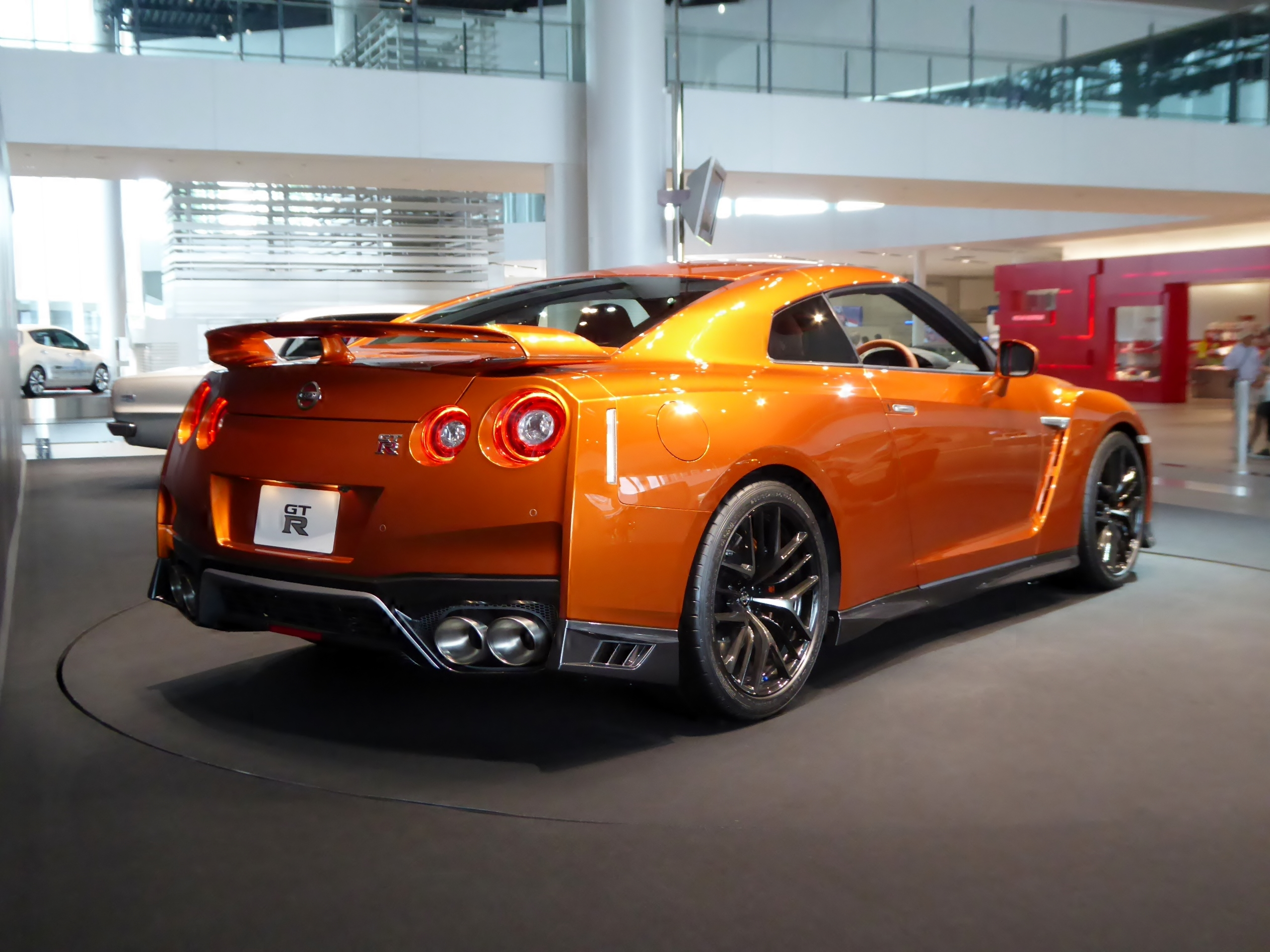
Nissan GT-R 2016, vista posteriore

Dal punto di vista meccanico, la Nissan ha dotato da GT-R di una struttura più rigida del corpo vettura e di nuove sospensioni che garantiscono una maggiore stabilità nelle accelerazioni laterali e una maggiore velocità in curva. Per fornire maggiore aderenza sull'asfalto, sono stati montati pneumatici maggiorati con dei nuovi cerchi da 20 pollici in alluminio forgiato.
Sotto il cofano, ad alimentare la GT-R 2016 c'è il solito V6 twin-turbo da 3.8 litri che è stato incrementato di ulteriori 20 CV (15 kW) di potenza e di 5 Nm di coppia per un totale di 570 CV (419 kW) e 637 Nm.
Nuovi per la GT-R del 2016 sono anche i colori degli esterni e degli interni. Per il 2016 la Nissan GT-R Nismo è disponibile in cinque diversi colori esterni; quest'ultima è assemblata a Tochigi in Giappone, con i motori assemblato invece a mano a Yokohama in Giappone.

### Restyling 2023

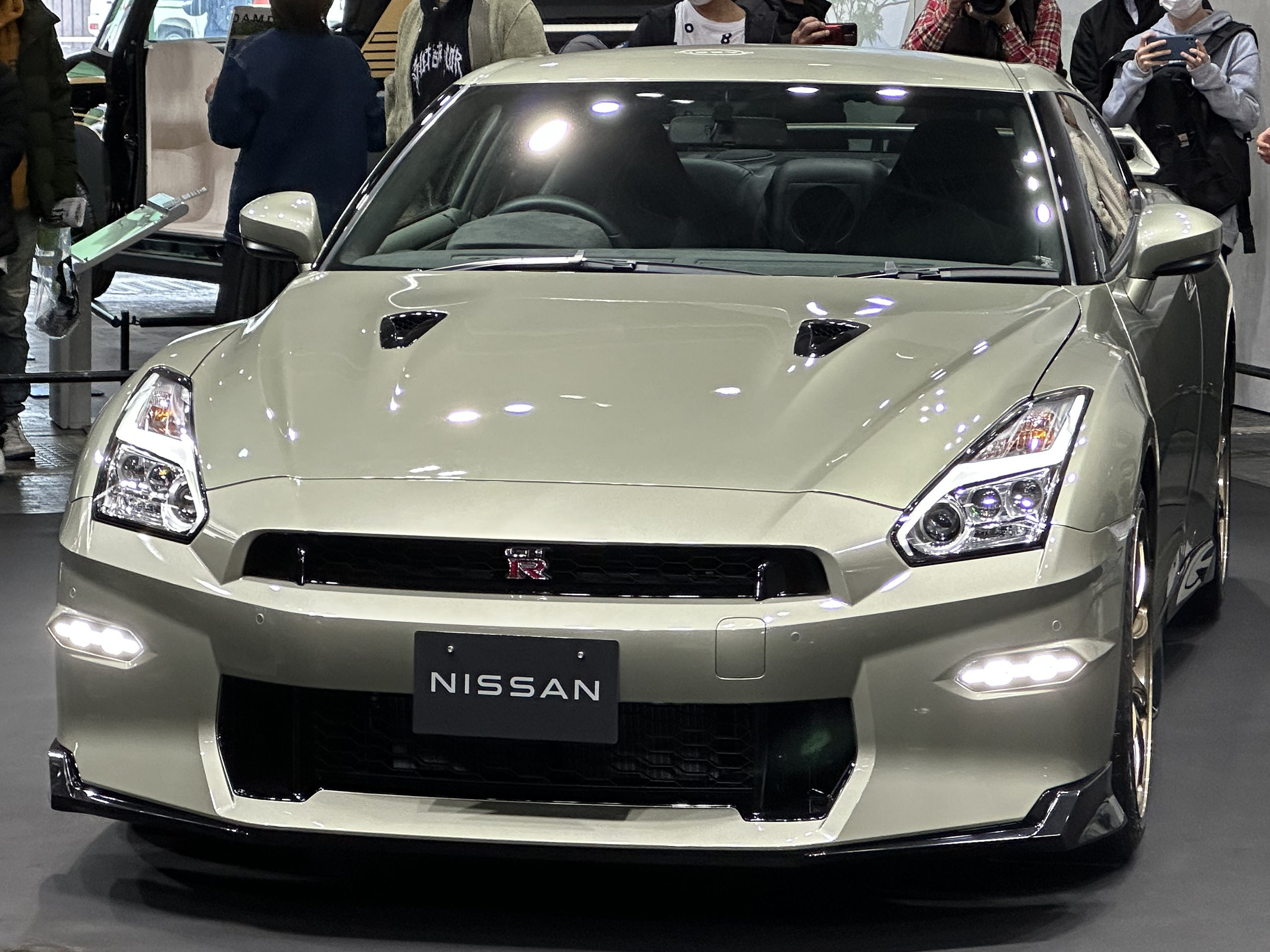
GT-R 2023

L'auto ha ricevuto il suo terzo restyling nel 2023, venendo presentato al salone di Tokyo. La versione rinnovata viene offerta principalmente solo per i mercati giapponese e nordamericano, con tre allestimenti, Premium, Nismo e T-spec. La variante Track Edition è stata offerta esclusivamente in Giappone. A differenza dei precedenti restyling, questo modello presenta maggiori modifiche estetiche con paraurti anteriore e posteriore ridisegnati, nuove griglia anteriore e alettone posteriore, aerodinamica migliorata con un nuovo diffusore posteriore che ha aumentato la deportanza senza aumentare la resistenza aerodinamica. Non sono state apportate modifiche meccaniche rispetto al modello precedente.

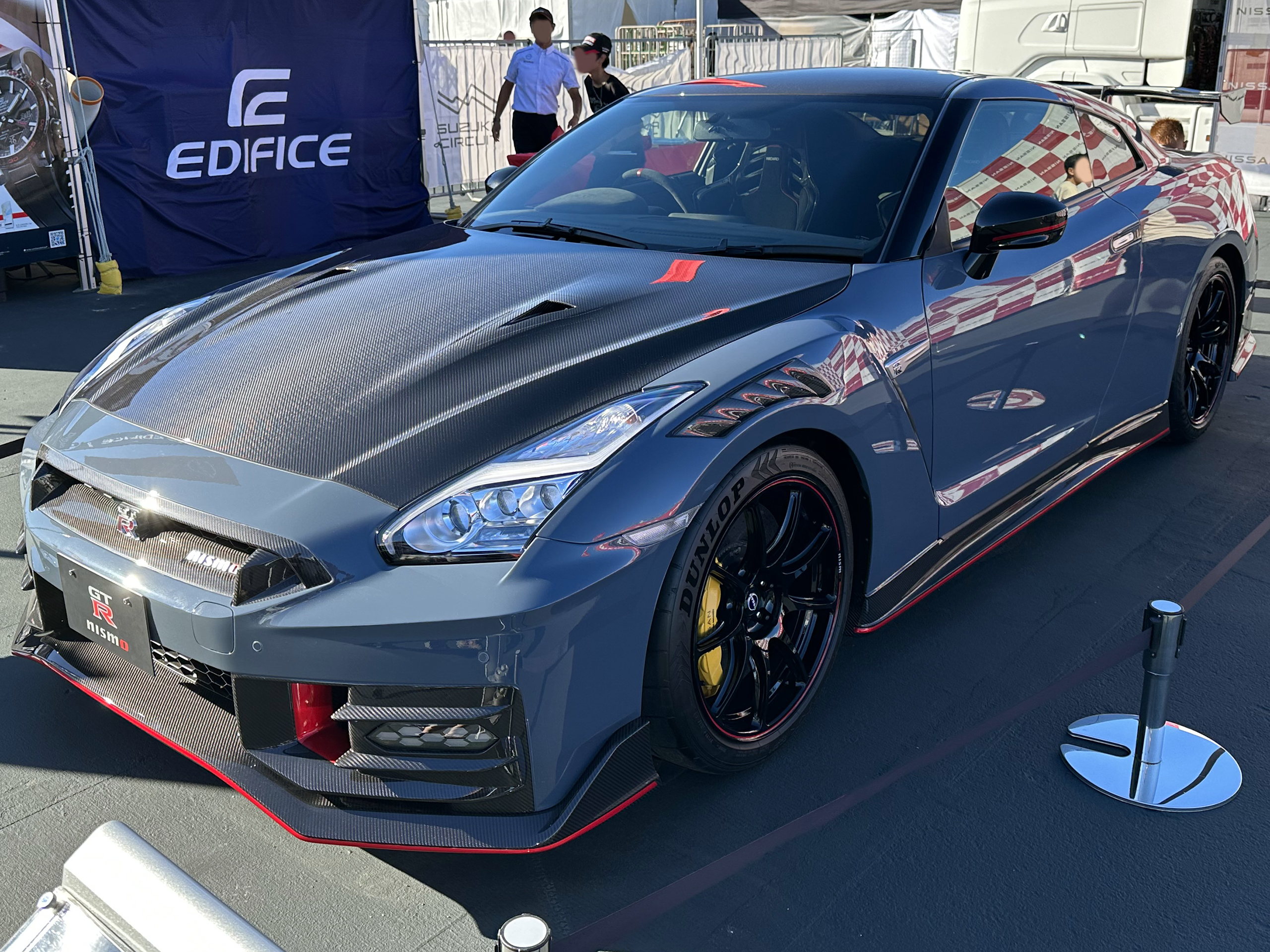
Nissan GT-R NISMO 2023

### GT-R Nismo 2023
Nel 2023 anche la variante Nismo subisce un pesante restyling con importanti aggiornamenti prestazionali. La trazione in curva è stata migliorata grazie a un nuovo differenziale anteriore a slittamento limitato. 
Esteticamente è presente un'ala posteriore a collo di cigno con un aumento della superficie del 10%, paraurti anteriore rivisto e un nuovo diffusore posteriore, ne aumentato la deportanza del 13% rispetto al modello precedente. Sono presenti anche nuovi sedili avvolgenti in fibra di carbonio. È disponibile inoltre il pacchetto Nismo Appearance, che include il colore della carrozzeria Stealth Grey e il cofano in fibra di carbonio con rivestimento trasparente.

## Specifiche tecniche
| Modello                                  | GT-R 2007                         | GT-R V-Spec                                        | GT-R 2013                           |
| ---------------------------------------- | --------------------------------- | -------------------------------------------------- | ----------------------------------- |
| Configurazione del motore                | Motore V6 bi-turbo                | Motore V6 bi-turbo                                 | Motore V6 bi-turbo                  |
| Cilindrata                               | 3.799 cm³                         | 3.799 cm³                                          | 3.799 cm³                           |
| Potenza massima                          | 480 CV @ 6.400 giri/min           | 480 CV @ 6.400 giri/min                            | 550 CV @ 6400 giri/min              |
| Coppia massima                           | 588 Nm @ 3.200 giri/min           | 609 Nm @ 3.200-5.200 giri/min                      | 632 Nm @ 3200 giri/min              |
| Trazione                                 | Integrale                         | Integrale                                          | Integrale                           |
| Cambio                                   | Sequenziale 6 marce               | Sequenziale 6 marce                                | Sequenziale 6 marce                 |
| Peso                                     | 1740 kg                           | 1680 kg                                            | 1740 kg                             |
| Freni                                    | A disco Brembo forati e ventilati | A disco Brembo forati e ventilati in carboceramica | Impianto frenante Brembo a 4 dischi |
| 0–100 km/h                               | 3,5 secondi                       | 3,5 secondi                                        | 2,8 secondi                         |
| Velocità massima                         | 315 km/h                          | 315 km/h                                           | 315 km/h                            |
| Accelerazione laterale (61 m di skidpad) | Non dichiarata                    | Non dichiarata                                     | Non dichiarata                      |

## Attività sportiva

### Super GT

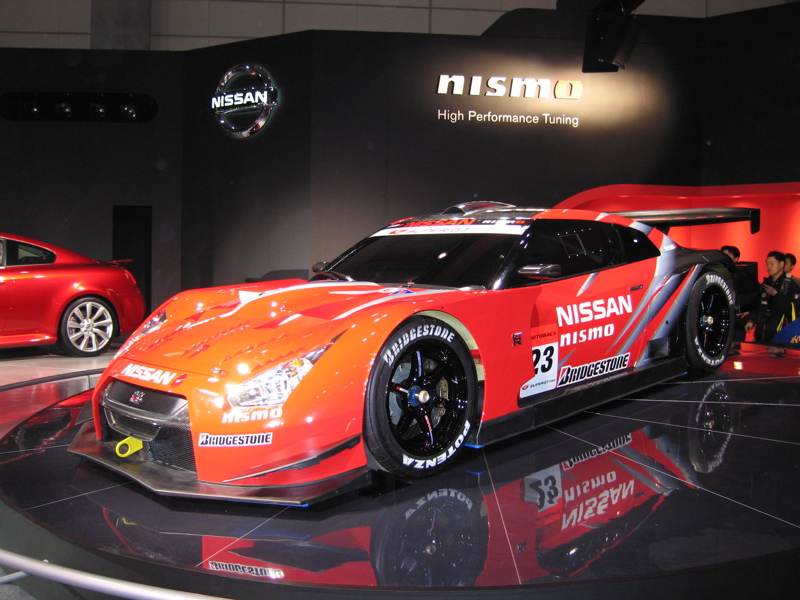
Nismo GT-R per la stagione 2008 della Super GT

Una versione elaborata dalla Nismo della GTR ha sostituito la Nissan 350Z nel campionato Super GT in classe GT500 a partire dal 2008.
Tale vettura, per esigenze del regolamento tecnico, dispone di un propulsore V8 di 4,5 litri di cilindrata aspirato denominato "VK45DE" al posto dell'originale motore V6 biturbo "VR38DETT" ed è dotata di cambio sequenziale a 6 marce.
La vettura, prima di competere, è stata testata sul circuito di Suzuka e sul Fuji Speedway. Sempre sul circuito di Suzuka le Nissan hanno vinto la gara di apertura della stagione 2008.
A causa delle loro prestazioni superiori ai rivali, le Nissan GTR sono incorse in numerosi correttivi regolamentari che consistevano nell'aggiunta di peso alla vetture. Nonostante ciò, le GTR di 4 diversi team hanno conquistato 8 gare su 9. Il campionato è stato vinto dalla GTR del team Xanavi Nismo pilotata da Satoshi Motoyama e Benoit Treluyer.
Nel 2009 sono state conquistate altre 4 vittorie. Nel 2010 il motore è stato sostituito con un 3,4 litri VRH34A.

### FIA GT1

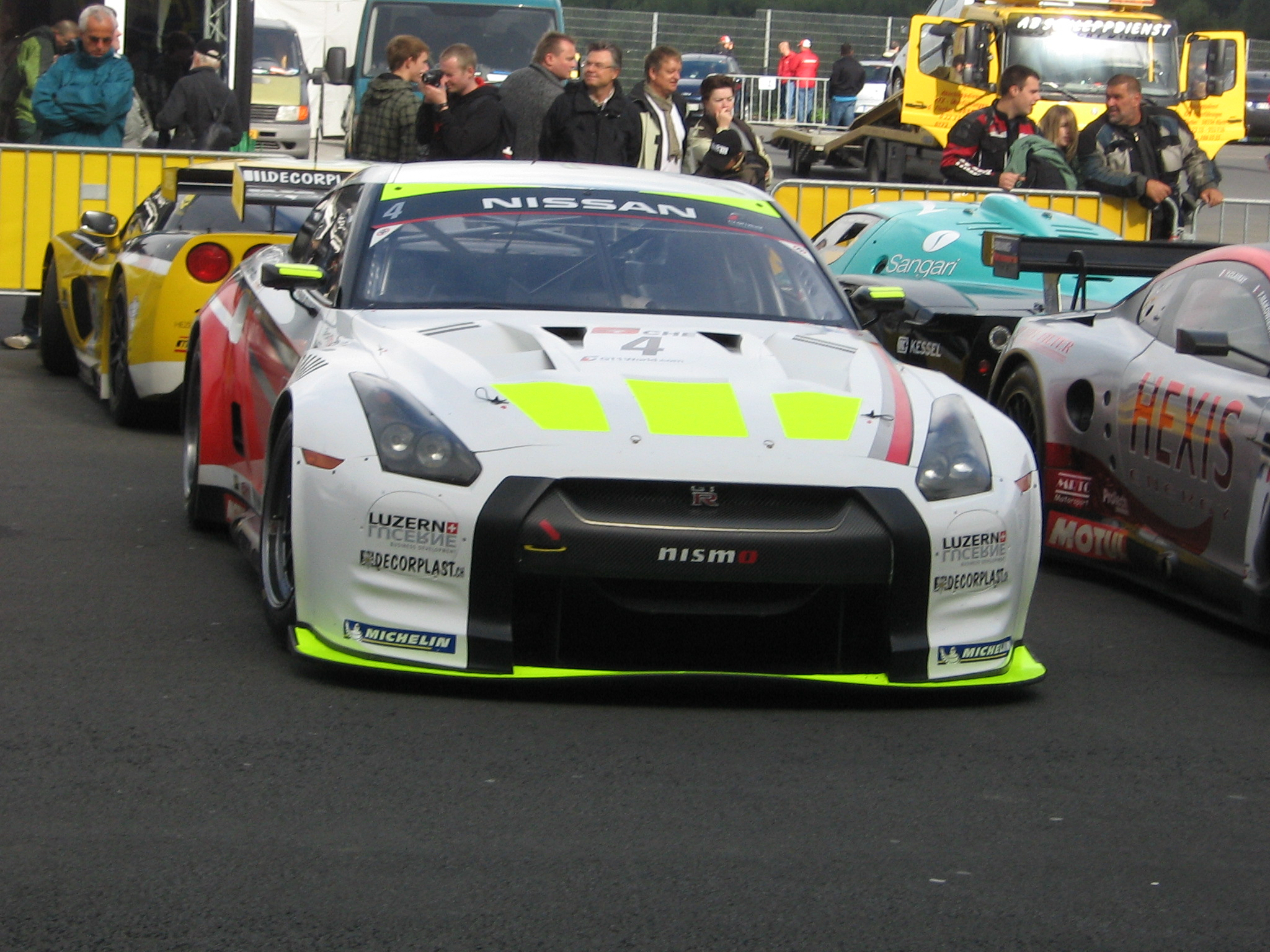
Nissan GT-R GT1 appartenente al team Swiss Racing Team

Nel 2010 la Nissan ha annunciato la partecipazione al campionato FIA GT1 con 4 GT-R appositamente preparate dal proprio reparto sportivo NISMO. Tali vetture sono state affidate alla scuderia inglese Sumo Power GT e all'elvetica Swiss Racing Team.
Questa vettura di classe GT1 monta un propulsore V8 siglato "VK56DE" di 5.552 cm³, il quale eroga una potenza di 600 CV e una coppia di 650 N m. La carrozzeria è stata modificata con l'aggiunta di nuove prese e sfoghi d'aria oltre che con un nuovo alettone posteriore ingrandito. Il cambio è a sei marce abbinato ad una frizione a triplo disco in carbonio, materiale con il quale sono realizzati anche i freni a disco a sei pistoncini. Gli pneumatici montati sono della misura 13.0J X 18 e 31/71-18. In tutto, la vettura raggiunge il peso di 1.250 kg.

## Record
Nel gennaio 2017 la Nissan GT-R è entrata nel Limca Book of Records, l’equivalente indiano del Guinness dei primati, per aver disegnato il più grande contorno della mappa di una nazione (India) mai realizzato sulla superficie asciutta del lago Sambhar, nel Rajasthan, grande tre chilometri quadrati. Per guidare la Nissan GT-R in questa impresa da record è stato scelto il pilota di rally professionista Rahul Kanthraj.